# Diócesis de Iquique
La diócesis de Iquique (en latín: Dioecesis Iquiquensis) es una circunscripción eclesiástica de la Iglesia católica en Chile. Se trata de una diócesis latina, sufragánea de la arquidiócesis de Antofagasta. Desde el 23 de abril de 2022 su obispo es Isauro Ulises Covili Linfati, de la Orden de Frailes Menores.

## Territorio y organización
La diócesis tiene 42 226 km² y extiende su jurisdicción sobre los fieles católicos de rito latino residentes en la región de Tarapacá.
La sede de la diócesis se encuentra en la ciudad de Iquique, en donde se halla la Catedral de la Inmaculada Concepción.
En 2025 en la diócesis existían 23 parroquias agrupadas en 5 decanatos: 
- Decanato Norte (parroquias y capillas del Sector norte de la ciudad de Iquique, incluyendo la Catedral y las capillas institucionales del Ejército y Armada);
- Decanato Sur (parroquias y capillas del Sector sur de la ciudad de Iquique, incluyendo el Santuario de Lourdes);
- Decanato Pampa (parroquias y capillas de Alto Hospicio y la Provincia del Tamarugal, incluyendo los Santuarios de La Tirana y Tarapacá, además de la capilla militar del Fuerte Baquedano);
- Decanato Costa Norte (capilla San Pedro de Pisagua);
- Decanato Costa Sur (parroquia de Chanavayita y capillas de las caletas ubicadas en el sector sur de Iquique hasta el río Loa).

Parroquias
- Parroquia Inmaculada Concepción (Catedral), en Iquique
- Parroquia Espíritu Santo, en Iquique
- Santuario de Nuestra Sra. del Carmen, en La Tirana
- Parroquia del Santísimo Sacramento, en Iquique
- Parroquia Santa Rita de Casia, en Iquique
- Santuario de Nuestra Sra. de Lourdes, en Iquique
- Parroquia San Norberto, en Iquique
- Parroquia San José, en Iquique
- Parroquia Santa Teresita del Niño Jesús, en Iquique
- Santuario Sagrado Corazón de Jesús, en Iquique
- Parroquia San Antonio de Padua, en Iquique
- Parroquia Nuestra Sra. del Perpetuo Socorro, en Iquique
- Parroquia San Alberto Hurtado, en Iquique
- Parroquia Nuestra Sra. de la Paz, en Alto Hospicio
- Parroquia Sagrado Corazón de Jesús, en Alto Hospicio
- Parroquia Doce Apóstoles, en Alto Hospicio
- Parroquia Nuestra Señora del Carmen de Alto Hospicio.
- Parroquia San José, en Pozo Almonte
- Parroquia San Andrés, enPica
- Parroquia Santa María, Estrella del Mar en Chanavayita.
- Parroquia Santísimo Redentor, en Huara
- Santuario de San Lorenzo, en San Lorenzo de Tarapacá

### Áreas pastorales diocesanas
La diócesis de Iquique distribuye sus actividades en las llamadas "pastorales", que se encargan de velar espiritualmente y acompañar el desarrollo de las diversas áreas que la integran. Estas son: Pastoral Social, Pastoral Familiar, Pastoral Juvenil, Pastoral de la Piedad Popular, Pastoral de Formación Teológica, Pastoral de la Educación, Pastoral de los Movimientos Eclesiales y Pastoral de Contribución a la Iglesia (CALI).

## Historia
El vicariato apostólico de Tarapacá, región conquistada por Chile a Perú, fue erigido en 1880, obteniendo el territorio de la diócesis de Arequipa (hoy arquidiócesis de Arequipa).
El 20 de diciembre de 1929 el vicariato apostólico se amplió incorporando otra porción de la diócesis de Arequipa y simultáneamente fue elevado a diócesis con la bula Ad gregem Dominicum del papa Pío XI, tomando su nombre actual. Originalmente fue sufragánea de la arquidiócesis de La Serena.
El 17 de febrero de 1959 cedió una parte de su territorio para la erección de la prelatura territorial de Arica (hoy diócesis de San Marcos de Arica) mediante la bula Quibus a Deo del papa Juan XXIII.
El 21 de julio de 1965 cedió otra parte de su territorio para la erección de la prelatura territorial de Calama (hoy diócesis de San Juan Bautista de Calama) mediante la bula Christianorum fidelium del papa Pablo VI.
El 28 de junio de 1967 pasó a formar parte de la nueva provincia eclesiástica de la arquidiócesis de Antofagasta.

## Estadísticas
Según el Anuario Pontificio 2022 la diócesis tenía a fines de 2021 un total de 368 906 fieles bautizados.
| Año                                                                             | Población            | Población | Población      | Sacerdotes | Sacerdotes    | Sacerdotes    | Bautizados por sacerdote | Diáconos permanentes | Religiosos | Religiosos | Parroquias |
| Año                                                                             | Bautizados católicos | Total     | % de católicos | Total      | Clero secular | Clero regular | Bautizados por sacerdote | Diáconos permanentes | Varones    | Mujeres    | Parroquias |
| ------------------------------------------------------------------------------- | -------------------- | --------- | -------------- | ---------- | ------------- | ------------- | ------------------------ | -------------------- | ---------- | ---------- | ---------- |
| 1949                                                                            | 110 000              | 115 000   | 95.7           | 36         | 8             | 28            | 3055                     |                      | 33         | 42         | 23         |
| 1966                                                                            | 71 958               | 75 482    | 95.3           | 27         | 6             | 21            | 2665                     |                      | 28         | 54         | 18         |
| 1970                                                                            | ?                    | 92 000    | ?              | 31         | 9             | 22            | ?                        |                      | 29         | 35         | 16         |
| 1976                                                                            | 90 000               | 100 000   | 90,0           | 19         | 7             | 12            | 4736                     | 1                    | 14         | 23         | 16         |
| 1980                                                                            | 88 457               | 107 875   | 82.0           | 18         | 7             | 11            | 4914                     | 2                    | 12         | 25         | 16         |
| 1990                                                                            | 126 758              | 158 448   | 80.0           | 26         | 10            | 16            | 4875                     | 3                    | 17         | 41         | 17         |
| 1999                                                                            | 150 760              | 188 450   | 80.0           | 31         | 14            | 17            | 4863                     | 7                    | 19         | 35         | 18         |
| 2000                                                                            | 157 283              | 196 604   | 80.0           | 32         | 14            | 18            | 4915                     | 8                    | 20         | 35         | 18         |
| 2001                                                                            | 160 484              | 200 605   | 80.0           | 32         | 14            | 18            | 5015                     | 8                    | 20         | 35         | 20         |
| 2002                                                                            | 192 000              | 240 000   | 80.0           | 34         | 13            | 21            | 5647                     | 8                    | 23         | 35         | 19         |
| 2003                                                                            | 190 400              | 238 000   | 80.0           | 33         | 13            | 20            | 5769                     | 8                    | 23         | 35         | 19         |
| 2004                                                                            | 124 447              | 238 000   | 52.3           | 31         | 13            | 18            | 4014                     | 8                    | 21         | 35         | 20         |
| 2006                                                                            | 124 447              | 238 000   | 52.3           | 29         | 11            | 18            | 4291                     | 11                   | 21         | 34         | 20         |
| 2013                                                                            | 174 000              | 254 600   | 68.3           | 30         | 11            | 19            | 5800                     | 15                   | 24         | 44         | 21         |
| 2016                                                                            | 178 892              | 336 769   | 53.1           | 35         | 12            | 23            | 5111                     | 13                   | 26         | 49         | 21         |
| 2019                                                                            | 177 300              | 333 760   | 53.1           | 42         | 14            | 28            | 4221                     | 14                   | 30         | 45         | 21         |
| 2021                                                                            | 195 926              | 368 906   | 53.1           | 35         | 17            | 18            | 5597                     | 13                   | 20         | 45         | 21         |
| Fuente: Catholic-Hierarchy, que a su vez toma los datos del Anuario Pontificio. |                      |           |                |            |               |               |                          |                      |            |            |            |

### Congregaciones religiosas
Desde la erección del vicariato aostólico de Tarapacá, y posterior obispado de Iquique en 1929, se han establecido en la diócesis diversas congregaciones religiosas que cooperan con el desarrollo de esta y el cuidado espiritual de las almas, además de la mantenimiento de instituciones benéficas y educacionales.
Congregaciones masculinas
- Salesianos de Don Bosco
- Franciscanos del Norte
- Misioneros Oblatos de María Inmaculada
- Columbanos
- Orionistas
- Misioneros del Verbo Divino
- Misioneros de la Sagrada Familia
- Estigmatinos
- Marianistas

Congregaciones femeninas
- Hijas de María Auxiliadora
- Siervas del Buen Pastor
- Franciscanas Misioneras de María
- Hijas de la Caridad
- Hermanas de la Preciosa Sangre
- Hermanas de la Presentación
- Hermanas de Santa Marta
- Familia del Corde Jesu
- Misioneras Eucarísticas de María Inmaculada

## Episcopologio

### Vicarios apostólicos de Tarapacá
- Camilo Ortúzar Montt † (abril de 1882-1887 renunció)
- Plácido Labarca Olivares † (1887-26 de junio de 1890 nombrado obispo de Concepción)
- Pedro María Vivanco Ortiz † (1890-1892 renunció)
- Daniel Fuenzalida Santelices † (1892-1895 renunció)
- Guillermo Juan Carter Gallo † (12 de junio de 1895-30 de agosto de 1906 falleció)
- Víctor Manuel Montero Carvallo, SS.CC. † (31 de agosto de 1906-2 de enero de 1907 renunció)
- Martín Rucker Sotomayor † (2 de enero de 1907-1910 renunció[nota 1])
- José María Caro Rodríguez † (6 de mayo de 1911-14 de diciembre de 1925 nombrado obispo de La Serena)
- José Miguel Godoy Herrera † (15 de diciembre de 1925-10 de agosto de 1926 renunció)
- Carlos Labbé Márquez † (2 de agosto de 1926-20 de diciembre de 1929 nombrado obispo de Iquique)

### Obispos de Iquique
- Carlos Labbé Márquez † (20 de diciembre de 1929-30 de junio de 1941 nombrado vicario militar de Chile[nota 2])
- Pedro Aguilera Narbona † (15 de septiembre de 1941-21 de noviembre de 1966 renunció[nota 3])
- José del Carmen Valle Gallardo † (21 de noviembre de 1966-9 de julio de 1984 retirado)
- Francisco Javier Prado Aránguiz, SS.CC. † (9 de julio de 1984-28 de abril de 1988 nombrado obispo auxiliar de Valparaíso)
- Enrique Troncoso Troncoso † (15 de julio de 1989-28 de mayo de 2000 nombrado obispo de Melipilla)
- Juan de la Cruz Barros Madrid (21 de noviembre de 2000-9 de octubre de 2004 nombrado ordinario militar de Chile)
- Marco Antonio Órdenes Fernández (23 de octubre de 2006-9 de octubre de 2012 renunció)[nota 4]
- Guillermo Patricio Vera Soto (22 de febrero de 2014-8 de junio de 2021 nombrado obispo de Rancagua)
- Isauro Ulises Covili Linfati, O.F.M., desde el 23 de abril de 2022